# Hindupur
Hindupur (Telugu హిందూపురం Hindūpuraṁ) ist eine Großstadt mit etwa 150.000 Einwohnern im äußersten Südwesten des südindischen Bundesstaates Andhra Pradesh. Hindupur hat den Status einer Municipality. Die Stadt ist in 30 Wards gegliedert.

## Lage und Klima
Hindupur liegt im Distrikt Sri Sathya Sai. Selbst im Sommer hat die Stadt aufgrund ihrer Höhenlage niedrigere Temperaturen als der Rest des Staates, der ein tropisches Klima besitzt. Der durchschnittliche jährliche Niederschlag liegt bei ca. 550 mm.

## Demografie
Die Einwohnerzahl der Stadt liegt laut der Volkszählung von 2011 bei 151.677. Hindupur hat ein Geschlechterverhältnis von 986 Frauen pro 1000 Männer und damit einen in Indien häufigen Männerüberschuss. Die Alphabetisierungsrate lag bei 75,2 % im Jahr 2011. Knapp 64 % der Bevölkerung sind Hindus, ca. 35 % sind Muslime und ca. 1 % gehören einer anderen oder keiner Religion an. 11,3 % der Bevölkerung sind Kinder unter 6 Jahren. Umgangssprachen sind Telugu und Urdu, aber auch Hindi und Englisch werden in der Regel verstanden.

## Infrastruktur
Die Stadt ist über einen eigenen Bahnhof und einen National Highway mit dem nationalen Schienen- bzw. Straßennetz verbunden.

## Sehenswürdigkeiten
Die Stadt selbst hat keine historischen oder künstlerisch bedeutsamen Sehenswürdigkeiten. Im etwa 12 km östlich gelegenen Dorf Lepakshi steht jedoch der Virabhadra-Tempel, einer der bedeutendsten Tempel des Vijayanagar-Reichs.